# (11324) Hayamizu
(11324) Hayamizu est un astéroïde de la ceinture principale.

## Description
(11324) Hayamizu est un astéroïde de la ceinture principale. Il fut découvert le 30 août 1995 à Kitami par Kin Endate et Kazuro Watanabe. Il présente une orbite caractérisée par un demi-grand axe de 2,55 UA, une excentricité de 0,15 et une inclinaison de 5,6° par rapport à l'écliptique.

## Compléments